# Saint-Laurent-du-Maroni
Saint-Laurent-du-Maroni (SLM) is een plaats en gemeente in Frans-Guyana, ongeveer recht ten oosten van de Surinaamse plaats Albina, over de Marowijne. De gemeente telde 51.732 inwoners op 1 januari 2022. Saint-Laurent-du-Maroni is de tweede stad van Frans-Guyana en is ongeveer 200 km van de hoofdstad Cayenne verwijderd.

## Gevangenis
Het gebied werd oorspronkelijk bewoond door Kari’na inheemsen die in het dorpje Kamalakuli woonden. In 1858 werd het bagno of bagne (strafkolonie) opgericht door Napoleon III. Saint-Laurent-du-Maroni werd gesticht in 1880 in de buurt van de gevangenis voor de huisvestiging van het personeel en gevangenen die hun straffen hadden uitgezeten.
In 1924 is door de journalist Albert Londres actie gevoerd tegen de strafkolonie en de onmenselijke behandeling van de gestraften (bagnards). In 1932 werd Gaston Monnerville lid van de Nationale Vergadering voor Frans-Guyana en ijverde voor de sluiting. In 1946 werd de strafkolonie definitief gesloten. De gemeente had oorspronkelijk een speciale status en werd door de directie van de gevangenis bestuurd. In 1949 werd Saint-Laurent-du-Maroni een democratische gemeente met burgemeester (maire) en wethouders (adjoins).
De gevangenis is in 1995 gerestaureerd en wordt beschermd als nationaal patrimonium. Ze is vooral bekend geworden door de film L'affaire Seznec en de verfilming van het boek Papillon.

## Petit Paris
Saint-Laurent heeft als bijnaam Le Petit Paris vanwege de koloniale bouwstijl. Er zijn onder andere het houten penitentiair ziekenhuis uit 1912, het gemeentehuis, de sous-préfecture, het gerechtshof en een botanische tuin. Stroomafwaarts, op het îlot Saint-Louis, was er een leprozenkolonie gevestigd.

## Marrons
In de koloniale periode (18e en 19e eeuw) vluchtten veel Marrons over de Marowijne naar Frans-Guyana, waar ze dezelfde stamverbanden en talen (zoals Aukaners en Aluku) overbrachten. Met name tijdens en na de Binnenlandse Oorlog was er immigratie vanuit Suriname naar Saint-Laurent als grensplaats. In 2009 waren er in de stad 7.631 inwoners die in Suriname geboren waren. Brazilië stond op tweede plaats met 3,105 inwoners. Er is dan ook weinig verschil tussen de cultuur van het oosten van Suriname en het westen van Frans-Guyana. Veel inwoners van Saint-Laurent hebben het Nederlands als moedertaal, of spreken Sranantongo.
De wijk La Charbonnière (Sranantongo: Sabonye) is de best bekende Marronwijk van de stad en bevindt zich naast het veer naar Albina. De wijk is in 1989 gebouwd voor de huisvesting van Surinaamse vluchtelingen en de verplaatsing van Aluku die in zelfgebouwde sloppenwijken rond de stad woonden. De wijk is uitgegroeid tot een toeristische trekpleister en is altijd druk bezocht.

## Inheemse bevolking
De inheemse bevolking woont voornamelijk in dorpen rond de stad zoals Balaté, Paddock, Prospérité, Terre Rouge, Espérance, en Village Pierre waar ze meestal een eigen traditioneel gezag hebben met een dorpshoofd die of capitaine (kapitein als in Suriname) of Yopoto wordt genoemd.

## Transport
De stad is vanuit Suriname bereikbaar per korjaal of via een veerdienst vanuit Albina. In Saint-Laurent vertrok ook een tussen 1890 en 1897 gebouwde 16 kilometer lange Decauville-spoorlijn op meterspoor via Saint-Louis en Sainte-Anne naar het nabije stroomopwaarts gelegen Saint-Jean-du-Maroni dat in dezelfde gemeente ligt. Tevens was er een 22 kilometer lange spoorlijn eveneens op meterspoor naar kamp Charvein in Mana.
De kustzone van Frans-Guyana is voorzien van goede wegen. De hoofdweg is de N1 naar Cayenne. Het gedeelte tussen Kourou en Cayenne wordt verdubbeld naar een 2x2 weg, en is anno 2022 al gedeeltelijk klaar, maar het is geen autoweg en buiten bebouwde kom geldt een snelheidslimiet van 90 km/u. Een nationale weg van Saint-Laurent-du-Maroni naar Maripasoula in het binnenland staat sinds 2006 in de planning, maar is anno 2022 nog onder constructie. De brug naar Suriname over de Marowijnerivier is gewenst door beide landen, maar is anno 2022 nog niet omgezet naar concrete plannen.
Saint-Laurent-du-Maroni heeft een vliegveld, maar de reguliere vluchten zijn alleen intern.

## Demografie
Saint-Laurent-du-Maroni was oorspronkelijk een groot dorp met 6.971 inwoners in een gebied van 4.830 km² in 1982. In 1990 waren er 13.616 inwoners. In 1999 was het inwonersaantal gestegen tot 19.211, en in 2019 was het de tweede stad van Frans-Guyana met 47.621 inwoners. In de statistieken wordt alleen de legale bevolking vermeld. In 2019 schatte de INSEE dat er ongeveer 9.000 illegalen in Saint-Laurent wonen.

## Dorpen
- Balaté, een Lokono-dorp.
- Espérance, een Kari’na-dorp.
- Saint-Jean-du-Maroni Oorspronkelijk een subkamp. Na de sluiting van de kampen, werd het een militaire basis waar omheen een Marrondorp is ontstaan.

## Geboren in Saint-Laurent-du-Maroni
- Raoul Diagne (1910-2002), voetballer en voetbalcoach
- Florian Jozefzoon (1991), Surinaams-Nederlands voetballer
- Stéphane Martine (1978), voetballer[21]
- Oriane Jean-François (2001), voetbalster

## Galerij

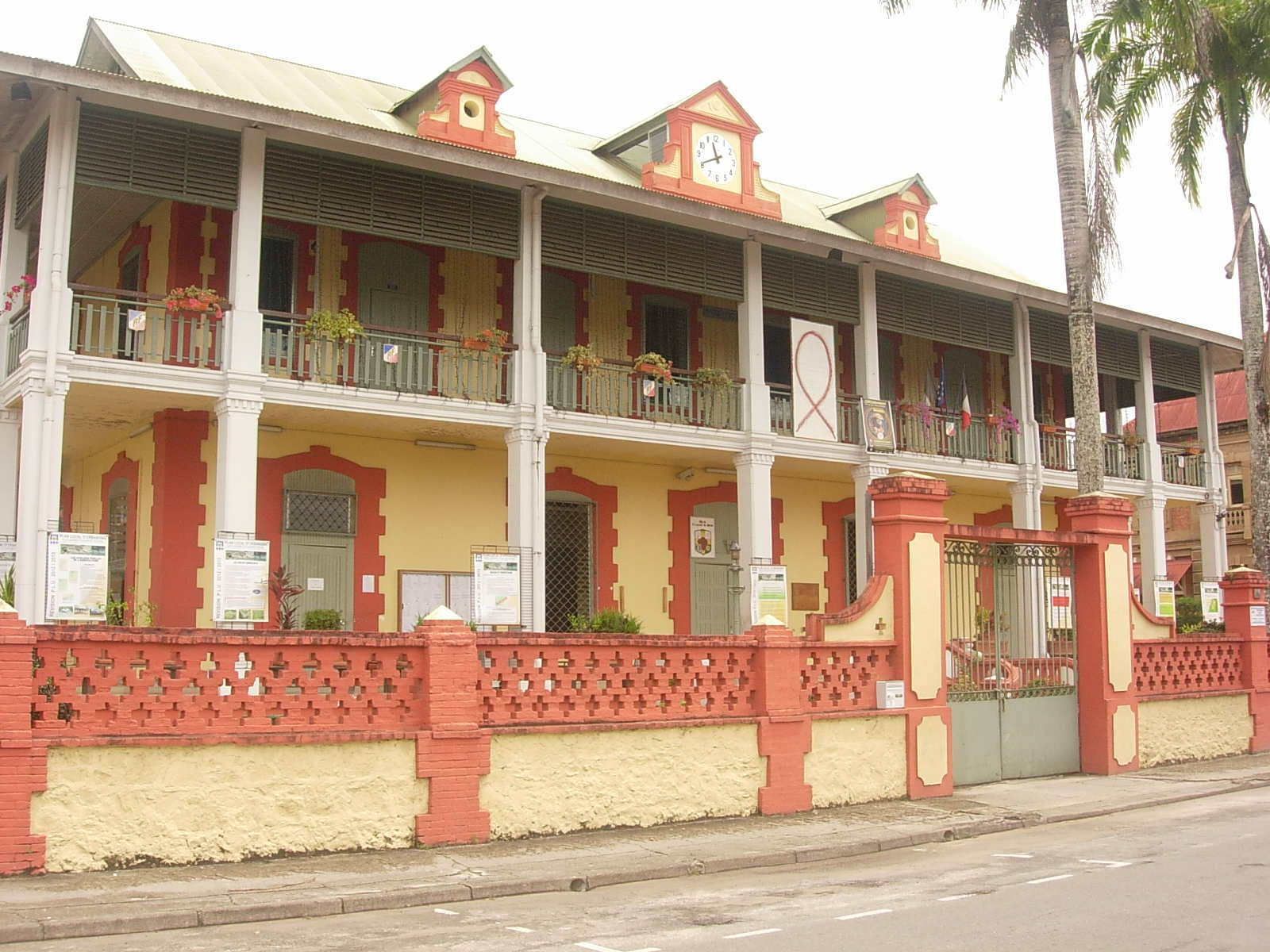
Gemeentehuis
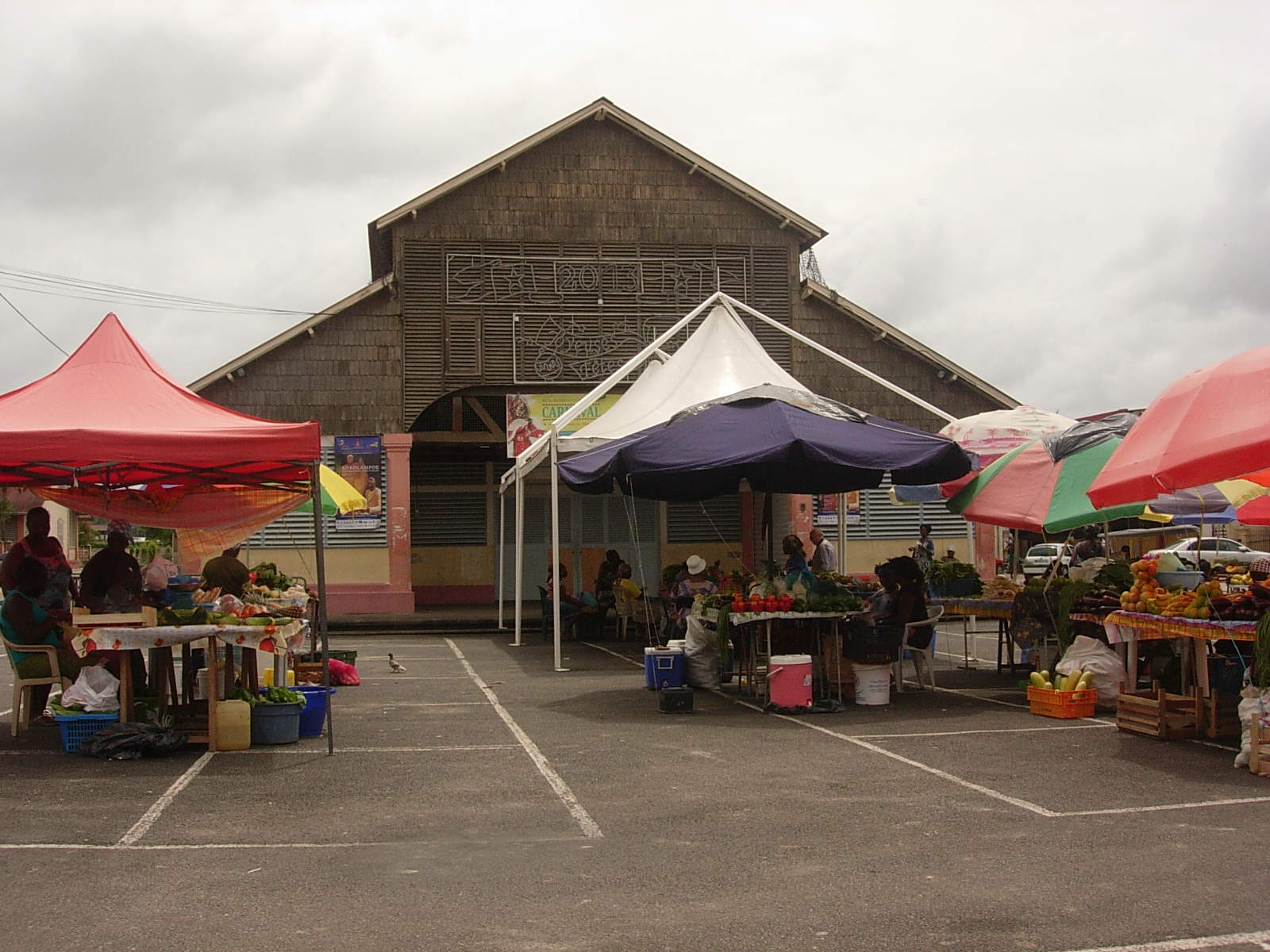
Markt
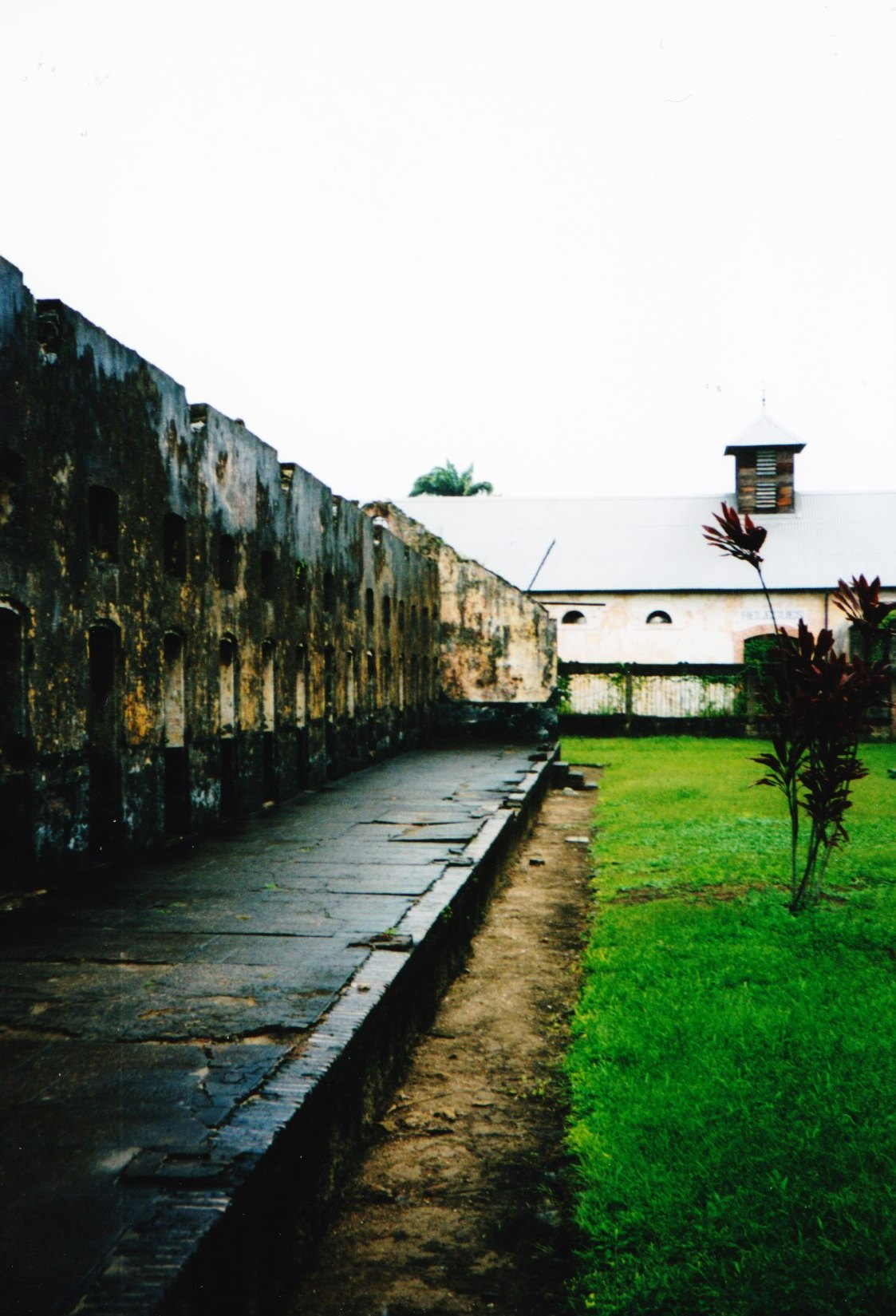
Gevangeniscomplex
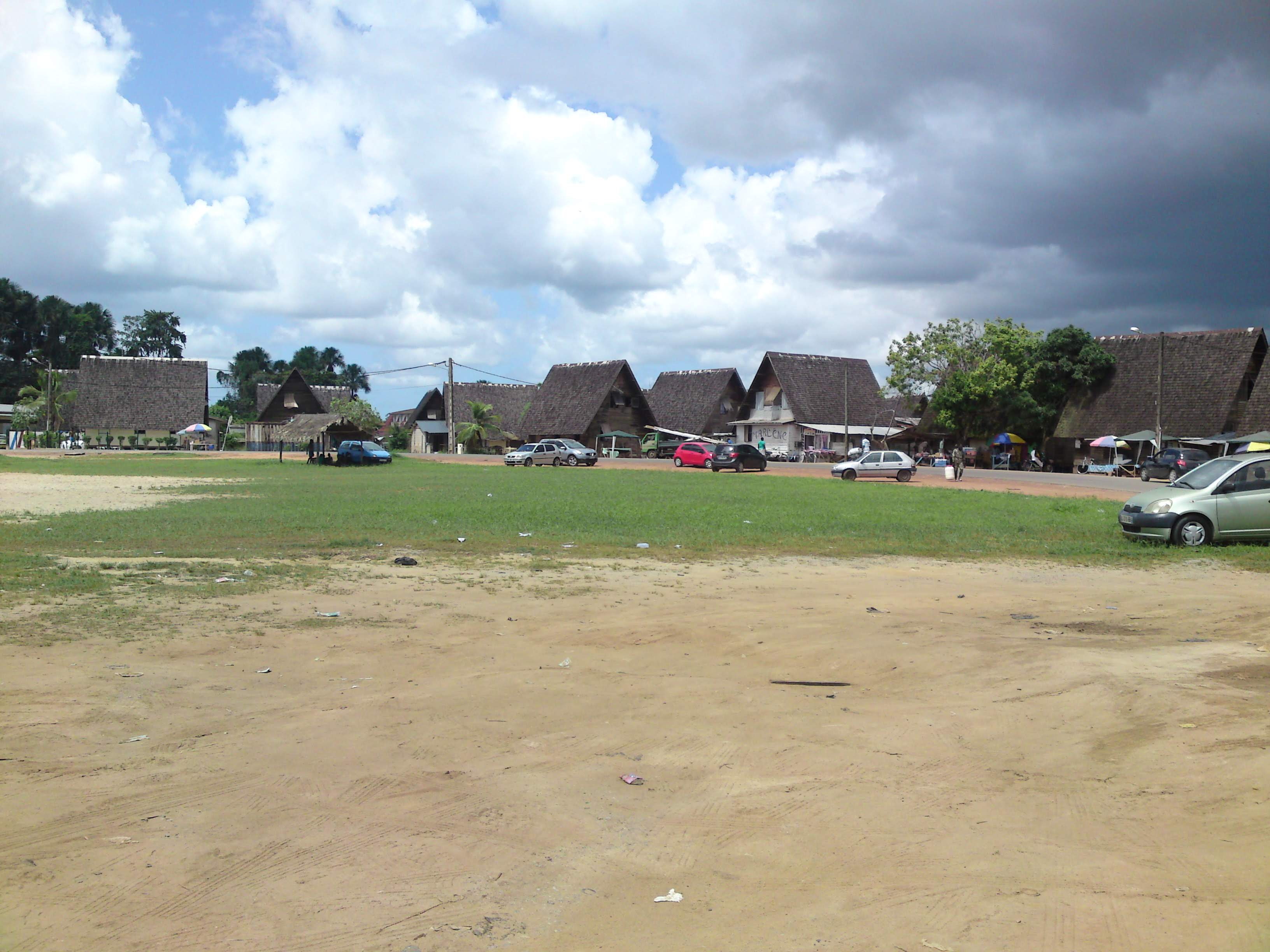
La Charbonnière (Sabonye) aan de Marowijneoever
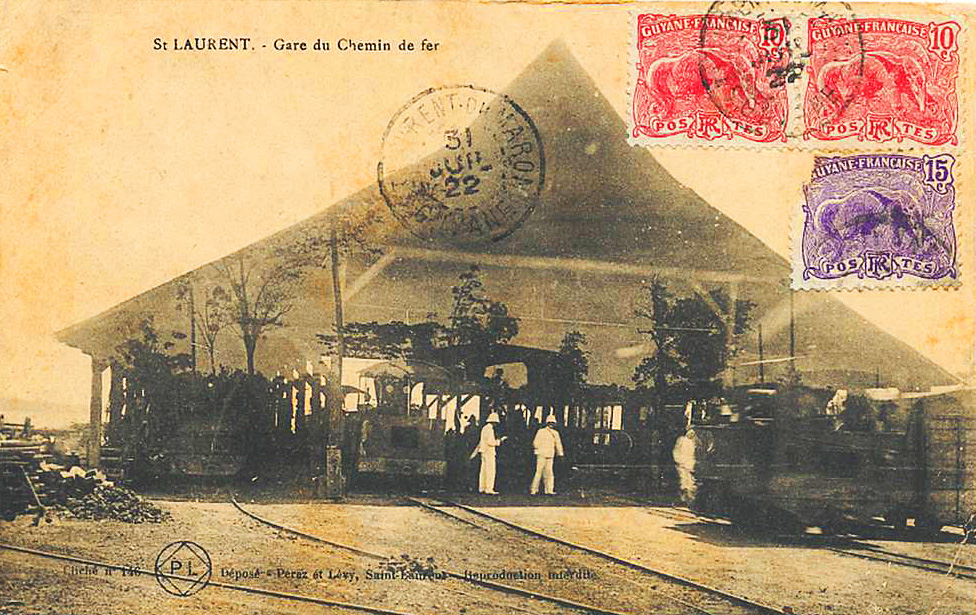
Het oude treinstation
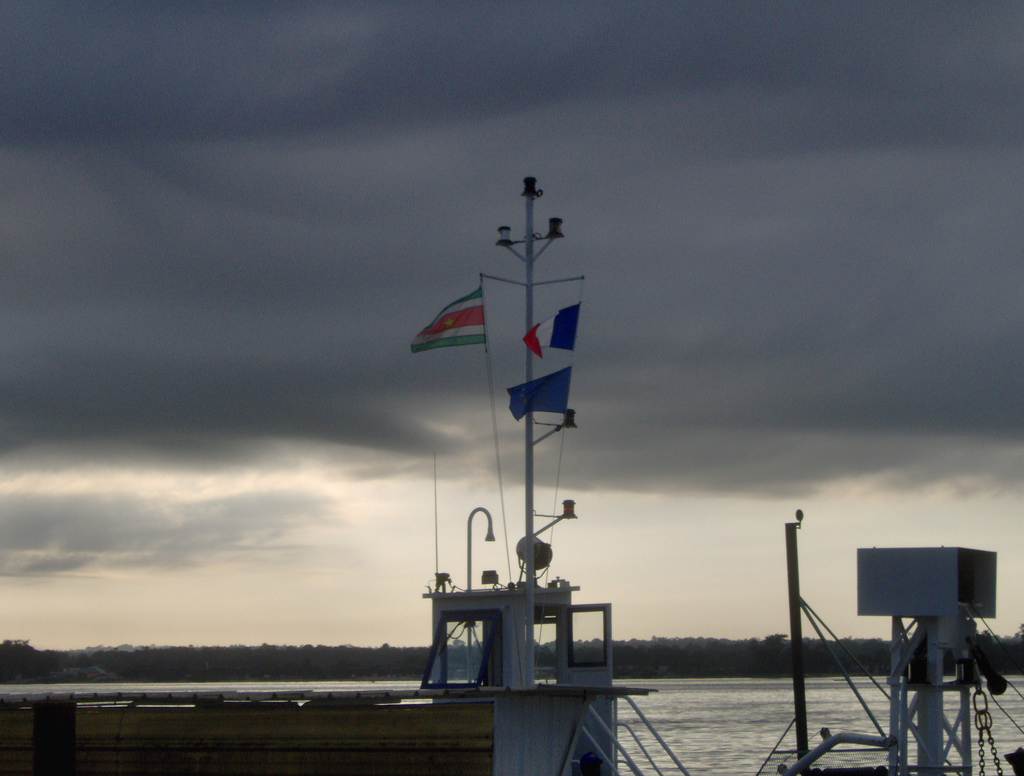
Veerboot van St.Laurent naar Albina